# Sabaku no tami
Sabaku no tami (砂漠の民? lett. "Il popolo del deserto") è un manga scritto e illustrato da Hayao Miyazaki sotto lo pseudonimo di Akitsu Saburō (秋津三朗?). Venne pubblicato in 26 capitoli sulla rivista Shōnen shōjo shinbun dal 12 settembre 1969 al 15 marzo 1970.

## Trama
La storia è ambientata in un lontano passato, nella città fortificata di Pejite (ペジテ?), situata nelle fittizie pianure desertiche dell'Asia centrale, e segue le gesta di un giovane pastore, Tem (テム?) della tribù Sokut (ソクート?), mentre tenta di fuggire dalle truppe armate del popolo nomade di Kittāru (キッタール?). Per ristabilire la pace nel regno però, egli raduna i suoi rimanenti compatrioti e decide di ribellarsi contro tali usurpatori, che vogliono assoggettare, con il loro potere militare, tutta la popolazione del deserto.

## Genesi, pubblicazione e influenze
In origine, Miyazaki desiderava diventare un mangaka. Tuttavia nel 1963 iniziò la sua carriera come animatore per la Toei Animation, lavorando a serie anime e lungometraggi d'animazione per l'uscita nelle sale. Ma non abbandonò mai il suo sogno completamente e il suo debutto professionale come creatore di manga arrivò nel 1969 con la pubblicazione del suo adattamento de Il gatto con gli stivali in dodici puntate settimanali nell'edizione domenicale di Tokyo Shimbun, da gennaio a marzo. Fu stampato a colori e principalmente realizzato per promuovere l'uscita del film omonimo della Toei diretto da Kimio Yabuki.
Quello stesso anno, il regista, sotto lo pseudonimo di Akitsu Saburō, aveva però incominciato anche la serializzazione di Sabaku no tami, manga ispirato allo stile delle storie illustrate (絵物語?, emonogatari) che egli leggeva da ragazzo sui periodici o sui volumi tankōbon, come Shōnen ōja di Soji Yamakawa e soprattutto Sabaku no maō di Tetsuji Fukushima. L'opera di Miyazaki è una continuazione di quella tradizione. Infatti, proprio come nei sopracitati manga, l'esposizione narrativa viene presentata separatamente dall'opera monocromatica, senza però privarsi dei balloon per testi aggiuntivi all'interno delle vignette. Sabaku no tami venne pubblicato settimanalmente in ventisei puntate sul Shōnen shōjo shinbun, affiliato al Partito Comunista Giapponese, tra il 12 settembre 1969 (numero 28) e il 15 marzo 1970 (numero 53).
Il manga viene comunemente considerato la base per i successivi Nausicaä della Valle del vento (1982–1995) e Il viaggio di Shuna (1983), editi da Tokuma Shoten.